# Ниязгулова, Марина Сергеевна
Марина Сергеевна Ниязгу́лова (урождённая Бара́ева; род. 21 августа 1995) — российская шахматистка, женский международный мастер (2011), мастер спорта России. Двукратный бронзовый призер командного чемпионата России по шахматам (2013, 2015).

## Биография
В 6 лет вместе сестрой-близняшкой Ириной Бараевой (которая также является женским международным мастером) начала ходить в шахматный клуб, где первым тренером был гроссмейстер Потапов Александр Юрьевич. В 7 лет продолжила заниматься в шахматной школе «Восход» под руководством Абкадырова Рафаила Лутфулловича. В апреле 2005 года  Марина и Ирина завоевали золото и серебро на первенстве России среди девочек до 10 лет, а в июле 2006 года выиграли чемпионат Европы среди любителей (Пардубице, Чехия).
В 2009 году переехала в Белореченск, где начала выступать за Краснодарский край на чемпионатах России. В 2015 году занимала 41 место в Топе лучших играющих шахматисток мира по версии ФИДЕ.
В феврале 2021 году приняла участие в первом корпоративном чемпионате мира по шахматам ФИДЕ за команду Банка России, на котором проиграла Яну Непомнящему и сыграла вничью с гроссмейстером Анисимовым Павлом, остальные партии выиграла.
С 2020 года начала вести свой YouTube канал Marina_Chess_ на шахматную тематику.

## Достижения
| Год  | Город     | Турнир                                                                                             | Место |
| ---- | --------- | -------------------------------------------------------------------------------------------------- | ----- |
| 2009 | Суботица  | European Team Youth rapid championship U — 14                                                      | 2     |
| 2010 | Суботица  | Первенство Европы по быстрым шахматам девушки до 16 лет                                            | 1     |
| 2012 | Пардубице | Командное первенство Европы среди школьников                                                       | 1     |
| 2013 | Лоо       | 14-й чемпионат России по шахматам среди команд (в составе команды "AGU - Belorechensk")            | 3     |
| 2015 | Бжид      | Чемпионат Краснодарского края среди женщин                                                         | 1     |
| 2015 | Сочи      | Чемпионат России по блицу среди женских команд 2015 (в составе команды "Университет (Белореченск)" | 3     |
| 2016 | Таганрог  | Чемпионат ЮФО среди женщин 2016 Блиц                                                               | 3     |
| 2017 | Таганрог  | Чемпионат ЮФО среди женщин 2017                                                                    | 3     |
| 2017 | Таганрог  | Чемпионат ЮФО среди женщин 2017 Блиц                                                               | 2     |

| График не отображается по техническим причинам. Чтобы исправить это, воспроизведите график в новом формате, если это возможно. |